# Marrie Willems
Marrie Willems (januari 1945) is een Nederlands langebaanschaatsster.
Tussen 1969 en 1973 startte Willems vijf maal op de Nederlandse kampioenschappen.
Willems is de echtgenote van schaatser Harm Kuipers.

## Records

### Persoonlijke records[3]
| Afstand    | Tijd    | Datum            | Baan   |
| ---------- | ------- | ---------------- | ------ |
| 500 meter  | 45,60   | 28 januari 1970  | Inzell |
| 1000 meter | 1.31,90 | 1 februari 1970  | Inzell |
| 1500 meter | 2.22,40 | 10 februari 1970 | Inzell |
| 3000 meter | 5.06,90 | 16 februari 1970 | Inzell |